# Bruno Premiani
Giordano Bruno Premiani (Trieste, 4 gennaio 1907 – 17 agosto 1984) è stato un fumettista e illustratore italiano.
Attivo soprattutto in Argentina e negli USA, Premiani è noto soprattutto per essere il co-creatore, assieme agli scrittori Arnold Drake e Bob Haney, del gruppo di supereroi della DC Comics Doom Patrol nel 1963 e dei Giovani Titani l'anno successivo (testi di Haney).

## Biografia
Premiani, figlio di un impiegato della ferrovia imperiale slovena e madre italiana, nacque a Trieste, all'epoca sotto l'Impero austro-ungarico. Dopo gli studi superiori (1921-1925), divenne fumettista politico; non sopportando la piega sociale durante il periodo fascista, emigrò in Argentina. Nel paese sudamericano iniziò a disegnare per un'agenzia pubblicitaria e per il quotidiano Critica. A causa delle sue dichiarate posizioni antifasciste su Critica, il governo italiano dichiarò che Premiani sarebbe stato arrestato se fosse tornato in Italia.
Durante gli anni quaranta, illustrò molti periodi argentini e adattamenti a fumetti di classici della letteratura. Tra il 1948 e il 1952 visse negli Stati Uniti, entrando nel team della DC Comics, all'epoca DC National Comics. Disegnò i personaggi di Tomahawk e Pow-Wow Smith Indian Detective su Detective Comics, ma il suo lavoro statunitense più noto è sicuramente la creazione del gruppo Doom Patrol, nato sulle pagine di My Greatest Adventure # 80 del giugno 1963, su testi di Arnold Drake e Bob Haney..
Nel 1964, sempre su testi di Bob Haney, creò graficamente il gruppo dei Giovani Titani, celebre gruppo di supereroi adolescenti della DC Comics.
L'ultimo suo lavoro noto è del 1971, in una breve storia della serie antologica The Unexpected # 126.
Morì in Argentina nel 1984.